# コンパクトシティ
コンパクトシティ（英: compact city）とは、都市的土地利用の郊外への拡大を抑制すると同時に中心市街地の活性化が図られた、生活に必要な諸機能が近接した効率的で持続可能な都市、もしくはそれを目指した都市政策のことである。

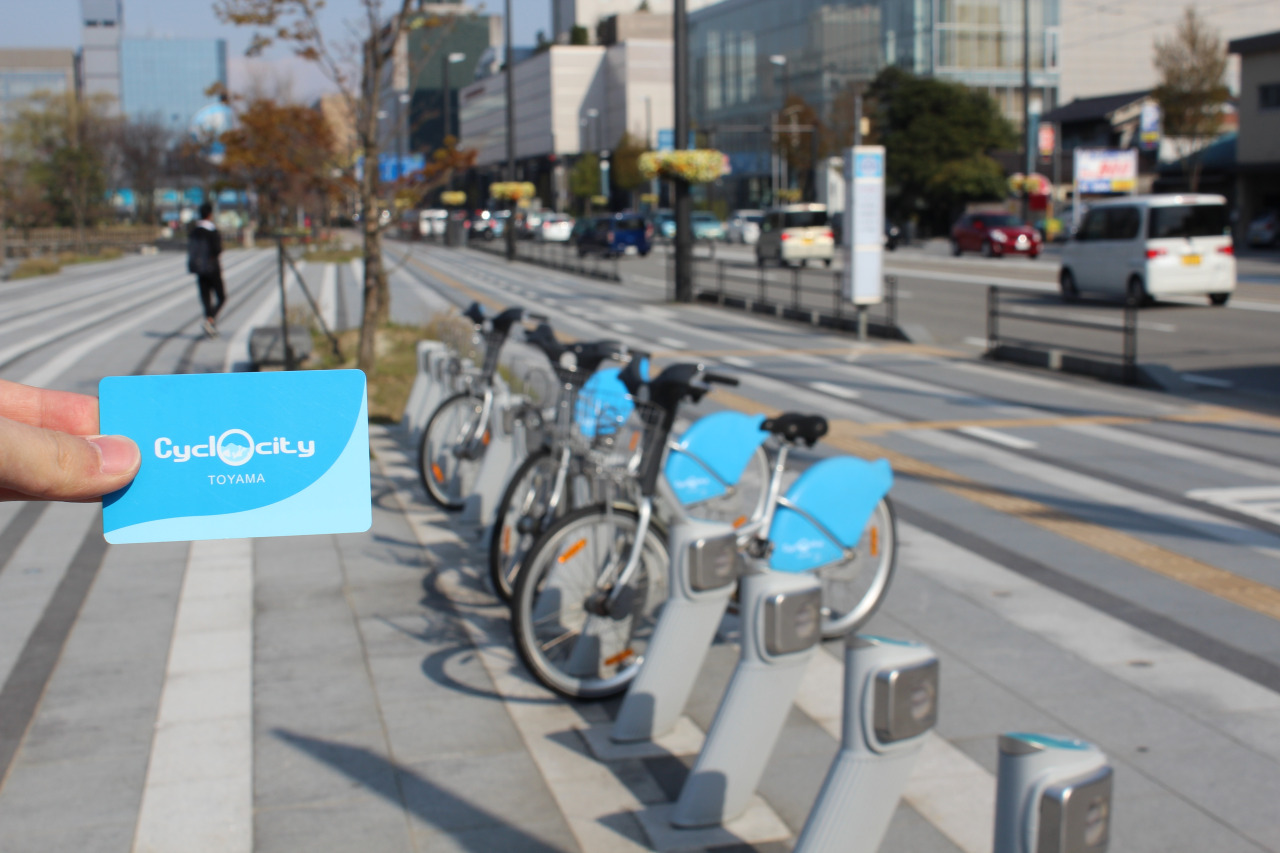
富山市内の複数箇所に設置されたレンタサイクルステーション

## 概念
コンパクトシティは、環境問題などの近代都市特有の問題から都市のあり方を再定義する過程で生まれた概念であり、1973年にジョージ・ダンツィヒとトーマス・L・サーティによって造られた造語である。当初は物理的に「コンパクト」な都市の実現や都市機能の地理的集約に焦点が当てられていたが、時代や都市・地域課題の変化にともない、その定義も変化しつつある。1996年のマイク・ジェンクスらの定義では、コンパクトシティを「持続可能な都市」と同義として捉えており、単なる物理的な形態だけでなく、社会的、経済的、環境的な多角的な視点から都市のあり方が議論されるようになりつつある。
類似した概念としては、アメリカにおける「ニューアーバニズム」や、イギリスにおける「アーバンビレッジ」などがある。

## 特徴
欧米では、環境保護やスプロール現象の抑止といった観点からコンパクトシティを行っているのが特徴である。

## ヨーロッパ
1972年に発表された『成長の限界』という環境問題に焦点を当てた研究で「持続可能な開発」という考えの元になった本が始まりとされており、「環境負荷の低減」が重要な政策目標となっている。
脱クルマ社会を目指し、徒歩で生活できるようにするため、路面電車やライトレールなどの軌道系公共交通の整備や延伸を積極的に行っている。
また、中世の城壁都市がルーツとなって発展してきた都市が多いため、歴史や文化の保全、継承等の考えで、コンパクトシティを推し進めてきている都市も多い。

## アメリカ
アメリカの都市では、スラム街の拡大や犯罪の増加などのインナーシティ問題により、中心地から富裕層や産業が郊外に逃げ出したことによって発生した、都心部に取り残された貧困層との分断、交通渋滞、ダウンタウンの衰退、広域的に発生する環境問題などの諸問題を都市として包括的に対応していく「都市の成長管理」という考え方が基本になっている。
また、農業政策が大きく関わっていて、効率的な大規模農業を推進するため、都市成長境界線を用いて農地や森林が住宅地やショッピングセンターなどに転用されるのを防ぎ、スプロール化を抑止している。

## 日本
日本では、2014年に都市再生特別措置法が改正され、市町村が「立地適正化計画」を作成することで、居住や都市機能（医療・福祉・商業施設など）を特定のエリアに緩やかに誘導する制度が導入された。これは、急速な人口減少と高齢化を背景に、拡散した市街地を維持する行政コストの増大や、移動手段を持たない高齢者（買い物難民）の増加といった課題に対応するものである。
また、富山市の公共交通を軸としたコンパクトなまちづくりのように、首長の強いリーダーシップのもとで進められている事例もある。2024年（令和6年）度末時点で、全国で907の市町村が立地適正化計画の具体的な取り組みに着手しており、そのうち636市町村が計画を公表済みである。
近年では、都市機能の集約（コンパクト）に、公共交通ネットワークによる各拠点との連携（プラス・ネットワーク）を組み合わせた「コンパクト・プラス・ネットワーク」の考え方が重視されている。例えば、香川県高松市では、地域鉄道事業者である高松琴平電気鉄道（ことでん）と連携し、鉄道新駅の開業を契機とした交通結節点を整備した。これにより、従来は中心市街地へ向かっていたバス路線を新駅で鉄道に接続するフィーダー路線へと再編し、公共交通網全体の効率化と持続可能性の向上を図っている。このような取り組みは、利用者の減少に悩む地方の公共交通を維持しつつ、自動車に依存しない生活を可能にするモデルとして注目されている。

### 歴史

#### 高度成長期からバブル時代
第二次大戦後、日本の都市は高度成長期を経て拡大を続けた。都市が無計画に拡大するスプロール現象が起こった地域や、ニュータウン建設など政策として郊外の住宅地開発が計画的に進められた地域もあるが、とにかく都市の人口は増え続け、それに伴い都市は拡大し続けた。そして、今後も永遠に人口は増え続け、都市は拡大し続けるという前提で長期的な都市計画が立案されていた。一方、長らく百尺規制が行われていたことや当時の建築技術の面から中心市街地の超高層化はさほど進まなかった。
特にバブル時代には中心市街地の地価が高騰したこともあり、住民が郊外に移転するドーナツ化現象が顕著になった。

#### 進む中心市街地の空洞化（平成時代前期）
バブル崩壊後、旧来の市街地の地価が落ち着いたことにより、大都市では住民が都心に戻ってくる都心回帰の動きがあったが、地方都市では住民は旧来の市街地に戻ってこなかった。
1990年までは地元の商店街との兼ね合いから、スーパーなどの大規模小売店の大きさが制限されていたが、アメリカの大規模玩具店トイザらスの上陸による外圧もあり、1990年に大規模小売店舗法が改正され、大規模店舗の立地が許可されるようになった。これにより、日本でも都市の郊外に大規模小売店が多数設置されることになる。郊外での生活の方が便利になったこともあり、1990年代より住民が郊外に移転し、中心市街地の人口が減る空洞化現象が地方都市ではさらに顕著に見られるようになった。
特に鉄道網の不十分な地方都市においては自動車中心社会（車社会）に転換し、郊外に巨大ショッピングセンターが造られ、幹線道路沿線には全国チェーンを中心としてロードサイド型店舗やファミリーレストラン、ファーストフード店などの飲食店が出店し、競争を繰り広げるようになった。また商業施設のみならず公共施設や大病院も広い敷地を求めて郊外に移転する傾向が見られた。
一方、旧来からの市街地は街路の整備が不十分で車社会への対応が十分でない場合が多い。昔から身近な存在であった商店街は、公共交通利用の減少、道路や駐車場が狭く渋滞している、無料駐車場が不足している、活気がなく魅力ある店舗がない、個人経営のため大型店より品数が少なく値段が高い、空調が効いていないなどの理由で敬遠されて衰退し、いわゆるシャッター通りやサラ金ビルが生まれている。古い市街地は権利関係が錯綜しており、再開発が進まなかったことも一因である。かつては一等地だった旧来の中心市街地で、虫食い型に空き地や空き家が目立つようになる、「スポンジ化現象」が顕著になった。

#### 人口減時代へ（平成時代後期）
平成時代までの日本の都市計画は、都市の人口が永遠に拡大し続けることを前提としていたが、日本の総人口は2008年をピークに減少に転じた。「人口減少」「少子高齢化」時代に入り、従来の都市計画では様々な問題が目立つようになった。
- 既存の市街地の衰退
- 自動車中心の社会は移動手段のない高齢者など「交通弱者」にとって不便である。
- 少子高齢化と東京一極集中が加速しており地方都市の大幅な人口減が予想される。際限のない郊外化、市街の希薄化が進むと、道路、上下水道などの公共投資の維持が困難になる[10]。積雪地帯では除雪費用が負担となり、これは青森市がコンパクトシティを推進する大きな理由になった[11]。
- 無秩序な郊外開発は持続可能性、自然保護、環境保護の点からも問題である。

#### 「コンパクトシティ法」の施行（2014年）
こうした課題に対して、都市郊外化・スプロール化を抑制し、市街地のスケールを小さく保ち、歩いて行ける範囲を生活圏と捉え、コミュニティの再生や住みやすいまちづくりを目指そうとするのがコンパクトシティの発想である。2014年（平成26年）5月1日に施行された改正都市再生特別措置法、いわゆる「コンパクトシティ法」をもって、「コンパクトシティ」が「国策」として位置づけられた。
交通体系では自動車より公共交通のほか、従来都市交通政策において無視に近い状態であった自転車にスポットを当てているのが特徴である。
自治体がコンパクトシティを進めるのには、地方税増収の意図もある。例えば、地価の高い中心部に新築マンションなどが増えれば固定資産税の増収が見込まれ、また、都市計画区域内の人口が増えれば都市計画税の増収も見込まれる。すなわち、同じ自治体内の郊外から中心部に市民が住み替えるだけで地方税の増収に繋がることになり、経済停滞や人口減少が予想される自治体にとってコンパクトシティ化は有効な財源確保策と見られている。

### 推進例
札幌市、稚内市、青森市、仙台市、富山市、宇都宮市、豊橋市、神戸市、北九州市、松山市、佐世保市などの各市は、コンパクトシティを政策として公式に取り入れている。
市街地の拡大による除雪費用の増大が問題となっていた青森市では、郊外の開発の抑制と新町を含む中心市街地の再開発を施策とし、公営住宅の郊外から中心部への移転などを行っている。自家用車保有率が全国トップクラスに高い車社会である富山市では、もともと発達していた富山地方鉄道の中心市街地を通る路面電車網を拡張して環状線化し、駅も増やして、貸出自転車駅を併設するなどした。さらに富山駅の高架下を経由して駅北部の路面電車網と南北で直接相互乗り入れを行うことで、交流人口の増加による中心市街地の活性化をはかっている。また岐阜方面からの集客力を強化するために高山本線の増発や駅設置の社会実験も行っている。
比較的規模の大きい地方都市ではバブル崩壊後、中心市街地の地価の下落や工場の海外移転等に伴う再開発、国鉄民営化による駅ビル開発などによって、都心部へのマンション建設による人口の都心回帰という、コンパクトシティの方向への自然発生的な変化も見られる。

### コンパクトシティ誘導政策
国や国土交通省も、コンパクトシティを目指すべく政策転換を進めている。1998年制定のまちづくり3法（改正都市計画法、大規模小売店舗立地法、中心市街地活性化法）が十分に機能しておらず、中心市街地の衰退に歯止めがかかっていないとの問題認識から見直しが行われ、そのうち都市計画法と中心市街地活性化法が改正された（2006年6月、2006年8月施行）。その内容は、国と地方公共団体及び事業者の中心市街地活性化のための責務規定の新設、大規模集客施設の立地調整の仕組みの適正化、郊外への都市機能の拡散抑制などであった。この改正については、福島県などで問題になった郊外への大型量販店やショッピングセンターの立地抑制に狙いがあるのではないかとの批判がある。
2014年には都市再生特別措置法が改正され、コンパクトシティの形成を促進するため、立地適正化計画制度が創設された。この制度は自治体が立地適正化計画を策定し、住宅を集約する居住誘導区域と店舗や福祉施設を集約する都市機能誘導区域を設定することで、効率的な街作りを行うものである。2024年3月31日現在、747都市が立地適正化計画に関する具体的な取り組みを行なっており、うち568都市が立地適正化計画を作成し公表している。

### 課題

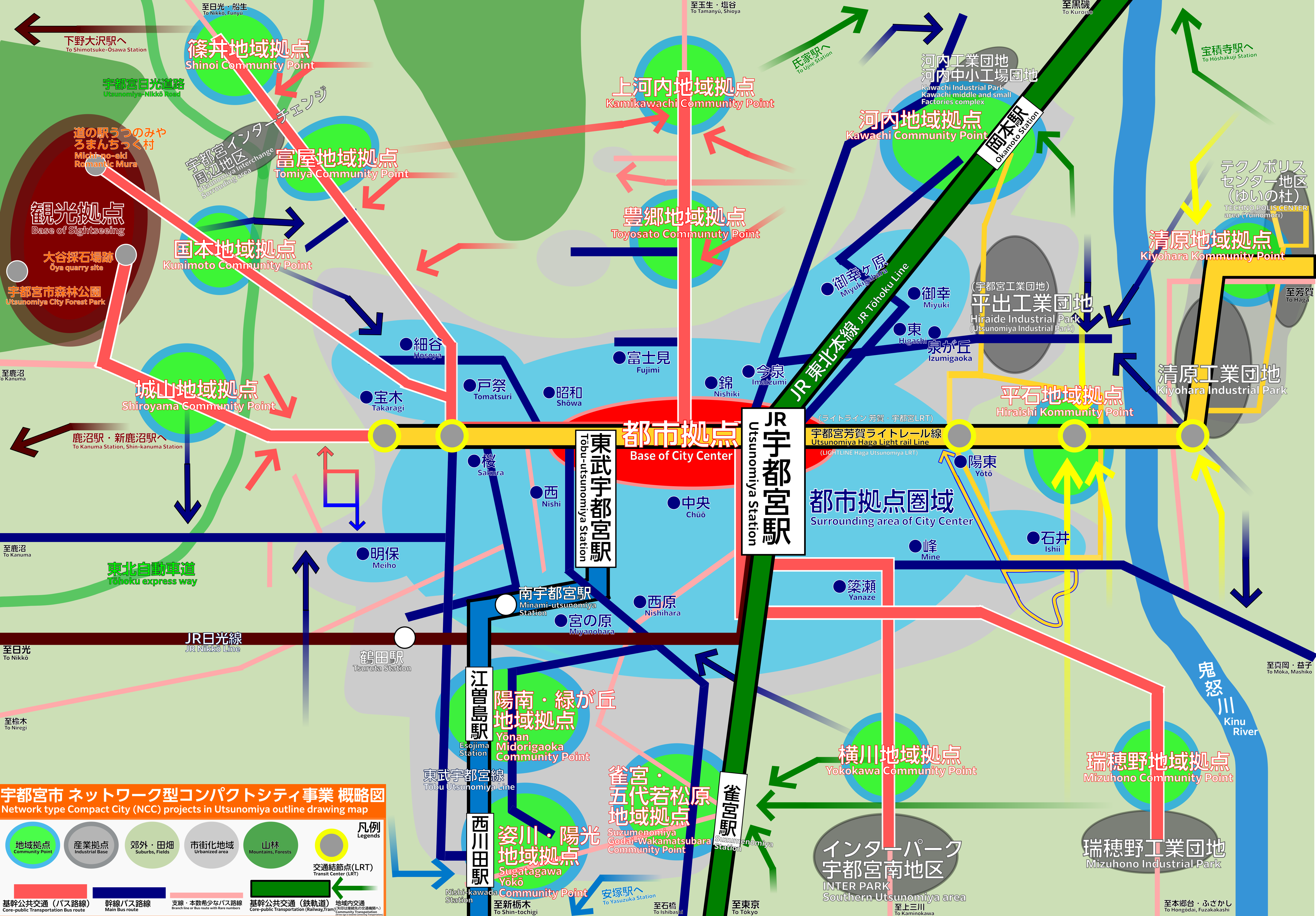
宇都宮市のネットワーク型コンパクトシティを構成する拠点域と公共交通網の概略図。
さまざまな拠点を路線バスや鉄軌道路線網で接続しているのが特徴

コンパクトシティへの動きが目立つ一方、以下のような課題も多い。
既に拡大した郊外をどう捉えるのか
郊外の環境の良い、ゆとりのある住宅を好む住民も多く、必ずしも住民の支持を得られていないケースも多い中で、成功するのか。中心部のタワーマンションを買えるお金に余裕のある高齢者向けの政策ではないのか。住民の意向を無視した上からの押し付けにならないか。また、平成の大合併で広大な自治体が次々と誕生した中で、コンパクトシティ化は郊外や旧自治体の中心街を切り捨てることに繋がらないかと不安がある。
宇都宮市は、「ネットワーク型コンパクトシティ」であり、昭和期や平成期に合併した旧自治体の中心街を「地域拠点」として一つのコンパクトシティを形成し、他の地域拠点や中心市街地等を公共交通機関で結節し都市のコンパクト化のみならず地域間の連携の強化をも目指した多極型の形態となっており、このような問題は発生しづらいとしている。
郊外の発展を抑えれば中心市街地が再生するのか
市街地拡大の抑制そのものが目的とされ、街のにぎわいを取り戻し再生させるという本来の目的が忘れ去られるおそれがある。例えば、郊外の店が栄えてデパートが潰れるのは住民に支持されていないためとも考えられ、郊外化を抑制する目的で郊外へのショッピングセンター立地を抑制するという名目での、活性化策を自ら企画実施しようとしない既存商店街保護へのすり替えの恐れがある。
都市計画をツールとして有効に活用できるか
従来も、都市計画が真に有効に機能していれば防げたことは多いのではないか。現状追認に終始してきたのではないか。都市計画が現状追認にならざるを得なかったのは、都市計画が国民、住民の希望・考えを無視した官僚・学者主導のものになっていたからではないか。
コンパクトシティは地形によって自然形成されるものではないのか
コンパクトシティの例として出る都市はもとから山地のところが多い。行政・まちづくり専門家によって地理特性を無視した強引なコンパクトシティ作りが行われているのではないか。
自動車への依存を克服できるのか
自動車への依存は、駐車場スペースや道路幅が狭い傾向にある中心市街地には不利に働くが、既に鉄道やバスによる公共交通網が衰退し、郊外の発達した地域では、自動車による移動以外に適当な手段がない場合も多い。またたとえ公共交通網に投資をしたところで、自動車による移動に慣れた住民が十分に公共交通機関の利用に向かうのかという不安もある。
商店街のスケールをどう捉えるのか
既存商店街内においてもストロー効果の発現やタイアップの失敗により全体として見ると成功とは言い難い状況になる場合もある。そのような理由から商業機能集積という観点において、駅ナカ・駅前・中心市街地という関係、容積が過剰な商業施設の建設、側道未整備による渋滞の状況をどう考えるかという問題も存在する。
再開発の負担
再開発により、建設費や環境負荷がかかるのではないか。

### コンパクトシティ政策の見直し・修正
ブームとなったコンパクトシティ政策であるが、失敗事例も相次いだ。商業施設には入居する店舗が少ない、撤退する店舗が相次ぐなど、思惑通りにいかないこともある。再開発ビルの失敗例としては、青森市の「アウガ」、佐賀市の「エスプラッツ」、秋田市の「エリアなかいち」などが挙げられる。
全国でもっとも早くからコンパクトシティ政策を実施してきた青森市の場合、郊外の住民に住んでいる不動産を売却してもらい、その売却益で中心部の住居（主にアパートやマンション）を買ってもらう計画だったものの、郊外の地域では買い手が付かない上に、売却益が安すぎて中心部の住居が買えず、住民は一方的に自治体からその計画を言い渡されて何の補償も得られていない。このため、一極集中型ではなく多極型の都市政策に転換を図った。
秋田市の場合、再開発により一定の成果が出たが、「コンパクトシティの名の下に縮小・衰退させた」との批判も出る中、郊外施設も容認する方向に転じた。